# Elizabeth Strout
Elizabeth Strout (ur. 6 stycznia 1956 w Portland) – amerykańska pisarka, laureatka Nagrody Pulitzera w dziedzinie beletrystyki za Olive Kitteridge.

## Życiorys
Elizabeth Strout urodziła się w 1956 roku w Portland, w stanie Maine. Jej rodzice byli wykładowcami w college’u. Ojciec był parazytologiem, matka uczyła pisania. Wychowywała się w małych miasteczkach w Maine i New Hampshire. W jej domu nie było telewizora, było jedynie pianino i radio. Mieszkała daleko od innych dzieci, nie miała więc w dzieciństwie przyjaciół. Pisarstwo fascynowało ją od dzieciństwa. Matka podarowała jej pierwsze notesy i zachęciła do tego, by Strout zapisywała w nich sytuacje i osoby z życia codziennego. Dziewczynka spędzała też mnóstwo czasu w lokalnej bibliotece. Czytała bardzo dużo, często też uczyła się na pamięć poezji.
Jako dwunastolatka zaczęła dorabiać sobie, sprzątając w domach starszych pań, a także pracując jako sekretarka w biurze fabryki (poczynione tam obserwacje wykorzystała potem w powieści Amy i Isabelle). Nadal pisała, zaczęła też, od 16. roku życia, wysyłać swoje opowiadania do pism literackich. Pisarstwo było jedynym zawodem, jaki rozważała dla siebie.
Jest absolwentką liceum w Durham. W 1977 roku ukończyła angielski w Bates College. Po college’u pracowała jako kelnerka i nadal, bez powodzenia, wysyłała swoje opowiadania do pism. Z czasem zaczęła się niepokoić o to, czy uda jej się zaistnieć w swoim wymarzonym zawodzie pisarki, dlatego zdecydowała się zdobyć wykształcenie prawnicze, a podejmując ten zawód pisywać nocami. Od 1979 roku studiowała prawo na Syracuse University. Na tym uniwersytecie zdobyła też wykształcenie w zakresie gerontologii. Przez sześć miesięcy pracowała jako prawniczka, jednak, jak twierdzi, bardzo słabo radziła sobie w tej pracy. Dlatego ponownie zdecydowała się zaangażować całkowicie w pisarstwo. Wyszła za mąż, przeniosła się do Nowego Jorku, gdzie zaczęła pracę jako adiunktka w Manhattan Community College. Kiedy została matką, nadal pisała. Nie miała wiele czasu, dlatego narzuciła sobie rygor pisania przez trzy godziny i minimum trzech stron (ręcznego pisma) dziennie.
Bardzo długo nie udawało jej się osiągnąć sukcesu. Wydawcy odrzucali wysyłane jej materiały, często bez żadnych słów zachęty, autorka jednak pisała dalej. Jej pierwsza powieść, Amy i Isabelle, ukazała się w 1998 roku, a więc kiedy Strout miała 42 lata. Książka była nominowana do Orange Prize (obecnie Women’s Prize for Fiction), znalazła się też w finale PEN/Faulkner Award. Jej trzecia książka, zbiór 13 opowiadań zbudowanych wokół postaci nauczycielki Olive Kitteridge przyniosła jej w 2009 roku Nagrodę Pulitzera w dziedzinie beletrystyki.
Strout mieszka w Nowym Jorku. Publikuje kolejne powieści i wykłada na Queens University w Charlotte. W wywiadach mówi o tym, że lubi uregulowane życie – wstaje codziennie o 7 rano, spaceruje przy East River, a następnie zasiada do pisania.

### Życie prywatne
Jest dwukrotną mężatką. Z pierwszego małżeństwa ma córkę, Zarinę (ur. w 1983), która również zajmuje się pisarstwem – jest autorką poezji i sztuk teatralnych. Obecnym mężem Strout jest prawnik, były prokurator generalny stanu Maine i wykładowca na Harvardzie Jim Tierney.

## Twórczość
- Amy i Isabelle (Amy and Isabelle, powieść, 1998, wyd. pol. 2018)[9]
- Trwaj przy mnie (Abide with Me, 2006, wyd. pol. 2008)
- Olive Kitteridge (Olive Kitteridge, 2008, wyd. pol. 2010)
- Bracia Burgess (The Burgess Boys, 2013, wyd. pol. 2016)
- Mam na imię Lucy (My Name Is Lucy Barton, 2016, wyd. pol. 2016)
- To, co możliwe (Anything is Possible, 2017, wyd. pol. 2017)
- Olive powraca (Olive, Again, 2019, wyd. pol. 2019)[7]
- William (Oh William!, 2021, wyd. pol. 2021)
- Lucy by the Sea (2022)

### Ekranizacje
Jej debiutancka powieść, Amy i Isabelle, została zekranizowana w 2001 roku jako film telewizyjny w serii Oprah Winfrey Presents. Na podstawie Olive Kitteridge w 2014 roku powstał czteroodcinkowy miniserial produkcji HBO. Tytułową rolę zagrała w nim Frances McDormand, reżyserką była Lisa Cholodenko.

## Nagrody i nominacje
- Nagroda „Los Angeles Times” im. Arta Seidenbauma za Amy i Isabelle (1999)
- Nominacja do Orange Prize dla Amy i Isabelle (2000)
- Nominacja do PEN/Faulkner Award dla Amy i Isabelle (2000)\
- Nagroda Pulitzera w dziedzinie literatury pięknej dla Olive Kitteridge (2009)
- Premio Bancarella dla Olive Kitteridge (2010)
- Nominacja do National Book Critics Circle Award dla Olive Kitteridge (2008)
- Premio Malaparte dla Mam na imię Lucy (2016)
- Story Prize za To, co możliwe (2018)
- Nagroda dla najlepszej książki „Publisher’s Weekly” dla To, co możliwe (2017)
- Wybór Klubu Książki Oprah dla Olive powraca (2019)
- Tytuł Library Lion przyznawany przez Nowojorską Bibliotekę Publiczną (2018)
- Międzynarodowa Nagroda Literacka Taobuk (2018)
- Doktorat honoris causa Bates College (2010)[7]